# Vương Sĩ Chân
Vương Sĩ Chân (chữ Hán: 王士真, bính âm: Wang Shizhen, 759 - 809), thụy hiệu Thanh Hà Cảnh Tương vương (清河景襄王), là Tiết độ sứ Thành Đức dưới thời nhà Đường trong lịch sử Trung Quốc. Ông kế nhiệm cha là Vương Vũ Tuấn cai trị trấn Thành Đức từ năm 801 đến 809 và được kế nhiệm bởi người con trai trưởng Vương Thừa Tông.

## Dưới quyền họ Lý
Vương Sĩ Chân chào đời năm 759 dưới thời vua Túc Tông nhà Đường. Khi ông chào đời, cha ông là Vương Vũ Tuấn đang là tướng dưới quyền của tiết độ sứ Thành Đức Trương Trung Chí (về sau đổi tên là Lý Bảo Thần). Ông có hai người em trai, là Vương Sĩ Thanh, Vương Sĩ Bình và Vương Sĩ Tắc.
Cựu Đường thư ghi lại rằng vào thời trẻ của mình, Vương Sĩ Chân có tính cách mạnh mẽ và mưu lược. Ông được cử làm tướng chỉ huy đội quân cận vệ cho Lý Bảo Thần, sau Bảo Thần đem con gái của mình gả cho ông. Vương Sĩ Chân hành xử cẩn thận, thường tìm kế lấy lòng nhiều tướng lĩnh thân cận của Lý Bảo Thần để làm lá chắn cho cha mình. Khi về già, Lý Bảo Thần có ý nhường quyền cho con là Lý Duy Nhạc. Thấy Duy Nhạc tuổi trẻ yếu đuối, lo sợ con sẽ không thể khống chế được quân lính cấp dưới nên Bảo Thần cho giết các tướng dưới quyền là Tân Trung Nghĩa, Lư Thực, Định châu thứ sử Trương Nam Dung, Triệu châu thứ sử Trương Bành Lão... tổng cộng hơn 20 người để trừ họa về sau. Các tướng đều phải nơm nớp lo sợ. Biết Bảo Thần nghĩ Vũ Tuấn là thông gia với mình nên chần chừ chưa dám giết, Vương Sĩ Chân bèn dùng tiền bạc kết giao với tả hữu của Bảo Thần, để bảo hộ cho cha mình; cuối cùng Vương Vũ Tuấn thoát nạn.
Năm 781, Lý Bảo Thần hoăng, Lý Duy Nhạc lên kế nhiệm ở Thành Đức, nhưng không được triều đình nhà Đường công nhận. Lý Duy Nhạc liên kết với Điền Duyệt ở Ngụy Bác, Lý Nạp ở Tri Thanh và Lương Sùng Nghĩa ở Sơn Nam Đông Đạo cùng kháng cự triều mệnh. Triều đình hạ chiếu cho các tiết độ sứ lân cận đi đánh diệt. Kết quả là Lương Sùng Nghĩa bị giết, Điền Duyệt và Lý Nạp bị thiệt hại rất nặng. Chiến sự ở Thành Đức lại càng bất lợi hơn cho Lý Duy Nhạc. Tiết độ sứ Lư Long nhận mệnh triều đình tấn công Thành Đức, thuyết phục được thứ sử Dịch châu Trương Hiếu Trung và thứ sử Triệu châu Khang Nhật Tri đem châu đầu hàng, khiến trị sở Hằng châu càng bị cô lập. Đầu năm 782, Lý Duy Nhạc cố gắng tổ chức phản công nhưng thất bại nặng nề ở Thúc Lộc. Trận thua này được giải thích là do Vương Vũ Tuấn nắm quyền chỉ huy quân Thành Đức, do lo sợ rằng nếu mình thắng trận thì khi trở về sẽ bị Lý Duy Nhạc hại chết, nên cố ý đánh thua. Sau đó Lý Duy Nhạc bỏ chạy về Hằng châu.
Sau trận thua ở Thúc Lộc, Lý Duy Nhạc rất nghi ngờ Vương Vũ Tuấn, nhưng do tả hữu thuyết phục nên đành thôi. Duy Nhạc sai sai Vệ Thường Ninh giúp Vương Vũ Tuấn tấn công nhằm chiếm lại Triệu châu, còn cho Vương Sĩ Chân lĩnh binh bảo vệ phủ của mình. Khi ra khỏi thành, Thường Ninh khuyên Vũ Tuấn hãy giết chết Duy Nhạc rồi về hàng triều đình, Vũ Tuấn nghe theo. Lúc Lý Duy Nhạc sai sứ Tạ Tung đến Triệu châu, Vũ Tuấn nhờ Tung báo việc với Sĩ Chân; sau đó Vũ Tuấn đưa quân trở lại Hằng châu. Tạ Tung và Vương Sĩ Chân giả lệnh Duy Nhạc, mở cửa thành cho Vũ Tuấn tiến vào. Vũ Tuấn dẫn theo 100 quân kị tiến vào phủ môn, Sĩ Chân làm nội ứng bên trong, giết hơn 10 người và tóm được Lý Duy Nhạc cùng các tướng Trịnh Sân, Tất Hoa, Vương Tha Nô, Trịnh Hoa (cha vợ Lý Duy Nhạc). Vũ Tuấn cho siết cổ giết chết Duy Nhạc và nộp đầu về kinh sư.

## Dưới quyền Vương Vũ Tuấn
Sau khi Lý Duy Nhạc bị diệt, triều đình nhà Đường chia nhỏ trấn Thành Đức ra làm ba, giao cho Vương Vũ Tuấn, Kiểm giáo bí thư thiếu giám, Kiêm Ngự sử Đại phu, Hằng châu thứ sử, Hằng Ký đô đoàn luyện quan sát sứ, thực phong 500 hộ; lại phong Vương Sĩ Chân là Phó đại sứ. Vũ Tuấn uất hận vì triều đình thưởng bạc, lại liên kết với Chu Thao, Điền Duyệt và Lý Nạp làm phản. Ngày 9 tháng 12 năm 782, bốn trấn quyết định cùng nhau xưng vương hiệu: Chu Thao xưng là Kì vương, Điền Duyệt là Ngụy vương, Vương Vũ Tuấn là Triệu vương, Lý Nạp xưng Tề vương. Sau sự kiện này, Vương Vũ Tuấn phong cho Vương Sĩ Chân làm Tư không, Chân Định phủ lưu thủ (Chân Định là trị sở Hằng Châu) và lĩnh chức Nguyên soái. Về sau vào năm 784, Vương Vũ Tuấn tái quy phục triều đình. Vua Đức Tông thừa nhận chức Tiết độ sứ của Vũ Tuấn, và còn phong Sĩ Chân là Phó sứ Lư Long, kiểm giáo công bộ thượng thư, sau tiến vị Kiểm giáo Binh bộ thượng thư, Đức Lệ nhị châu quan sát sứ, thứ sử Đức châu, tước Thanh Hà quận vương.
Năm 790, xảy ra sự việc thứ sử Lệ châu Triệu Hạo có thái độ vô lễ với Vương Vũ Tuấn. Vũ Tuấn sai sứ triệu ông này đến Hằng châu, Hạo không nghe và có ý li khai khỏi Thành Đức. Vương Sĩ Chân không ngăn cấm được, Triệu Hạo từ đó ra mặt chống đối và đem Lệ châu theo về với Lý Nạp. Mãi về sau triều đình ra mặt hòa giải, ra lệnh cho Lý Nạp trả lại Lệ châu cho Vương Vũ Tuấn.

## Tiết độ sứ Thành Đức
Năm 801, Vương Vũ Tuấn qua đời, quân trung ủng hộ Vương Sĩ Chân là tiết độ sứ mới ở Thành Đức. Vua Đức Tông phong cho ông làm Tả Kim Ngô đại tướng quân, Hằng châu đại đô đốc phủ trưởng sử, Thành Đức quân tiết độ sứ, quản lý sáu châu Hằng, Ký, Thâm, Triệu, Đức, Lệ. Sau phong Kiểm giáo thượng thư hữu phó xạ. Năm 805, Đường Thuận Tông lên ngôi, tiến phong Kiểm giáo tư không.
Vương Sĩ Chân phò tá cha kinh qua nhiều trận chiến, chịu nhiều gian khổ nguy nan. Vì vậy khi lên nắm quyền, ông tỏ ra ưa chuộng sự yên bình, ít gây hấn với các vùng xung quanh. Ông tiếp tục cai trị Thành Đức một cách độc lập và không nộp tiền thuế cho triều đình trung ương, tự mình bổ nhiệm các chức quan trong trấn mà không cần sự cho phép của thiên tử nhà Đường. Nhưng khác với hai trấn Ngụy, Yên, Vương Sĩ Chân vẫn thường nộp tiền cống trong những dịp lễ hoặc sinh nhật. Năm 806, Đường Hiến Tông lên ngôi, hạ lệnh bổ nhiệm Vương Sĩ Chân giữ chức Đồng trung thư môn hạ bình chương sự, tức tể tướng trên danh nghĩa.
Năm 807, do có mâu thuẫn với tiết độ sứ Lư Long là Lưu Tế và tiết độ sứ Nghĩa Vũ Trương Mậu Chiêu (con trai Trương Hiếu Trung), nên ba trấn này gửi biểu lên triều đình tố cáo lẫn nhau. Vua Hiến Tông sai sứ giả là Phòng Thức đến hòa giải giữa các trấn.
Năm 809, tháng 3, Vương Sĩ Chân qua đời tại trấn, hưởng thọ là 51 tuổi. Có năm người con là Thừa Tông, Thừa Nguyên, Thừa Thông, Thừa Lịch, Thừa Vinh. Quân trung ủng hộ người con trai trưởng của ông là Vương Thừa Tông lên kế nhiệm, nhà vua không công nhận. Mãi về sau, khi Vương Thừa Tông xin cắt hai châu Đức, Lệ thì Hiến Tông mới chấp thuận.